# L'accademia di musica
L'accademia di musica (L'acadèmia de música) és una farsa giocosa per musica en dos actes amb música de Simon Mayr i llibret en italià i venecià de Gaetano Rossi. Es va estrenar el 24 de novembre de 1799 en el Teatro San Samuele de Venècia.
L'òpera es va representar en temps moderns durant el Wildbader Rossini-Festival de l'any 2003, sota la direcció de Gabriele Bellini. En aquella ocasió es va efectuar el primer enregistrament absolut.